# Agulo
Agulo är en kommun i Spanien. Den ligger  i provinsen Santa Cruz de Tenerife i den autonoma regionen Kanarieöarna i sydvästra delen av landet, 1 800 km sydväst om huvudstaden Madrid. Antalet invånare är 1 108 (2024). Agulo ligger på ön La Gomera.

## Bilder

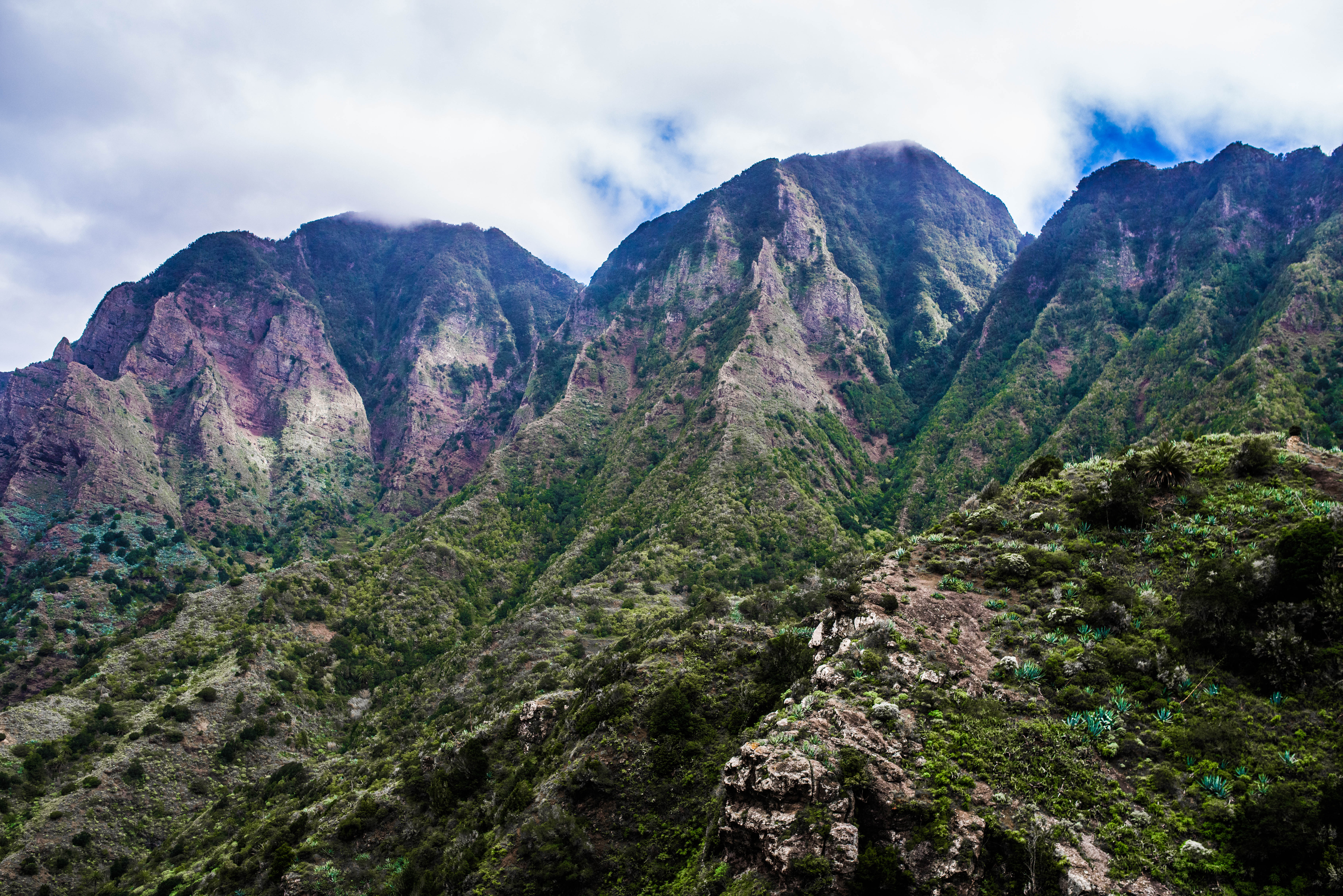
Vulkaniska berg i södra delen av Agulo
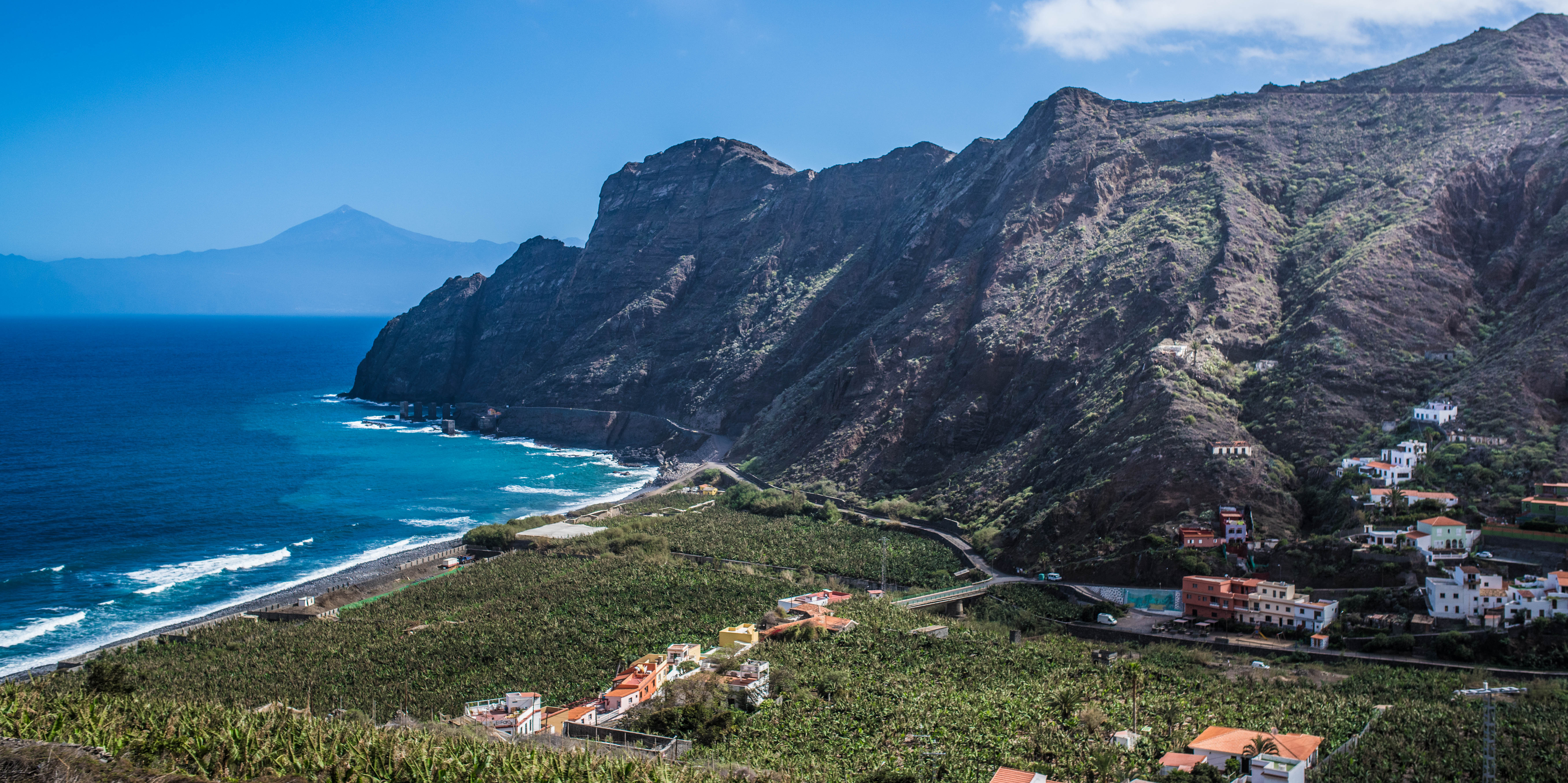
Lepe, Agulo 2017
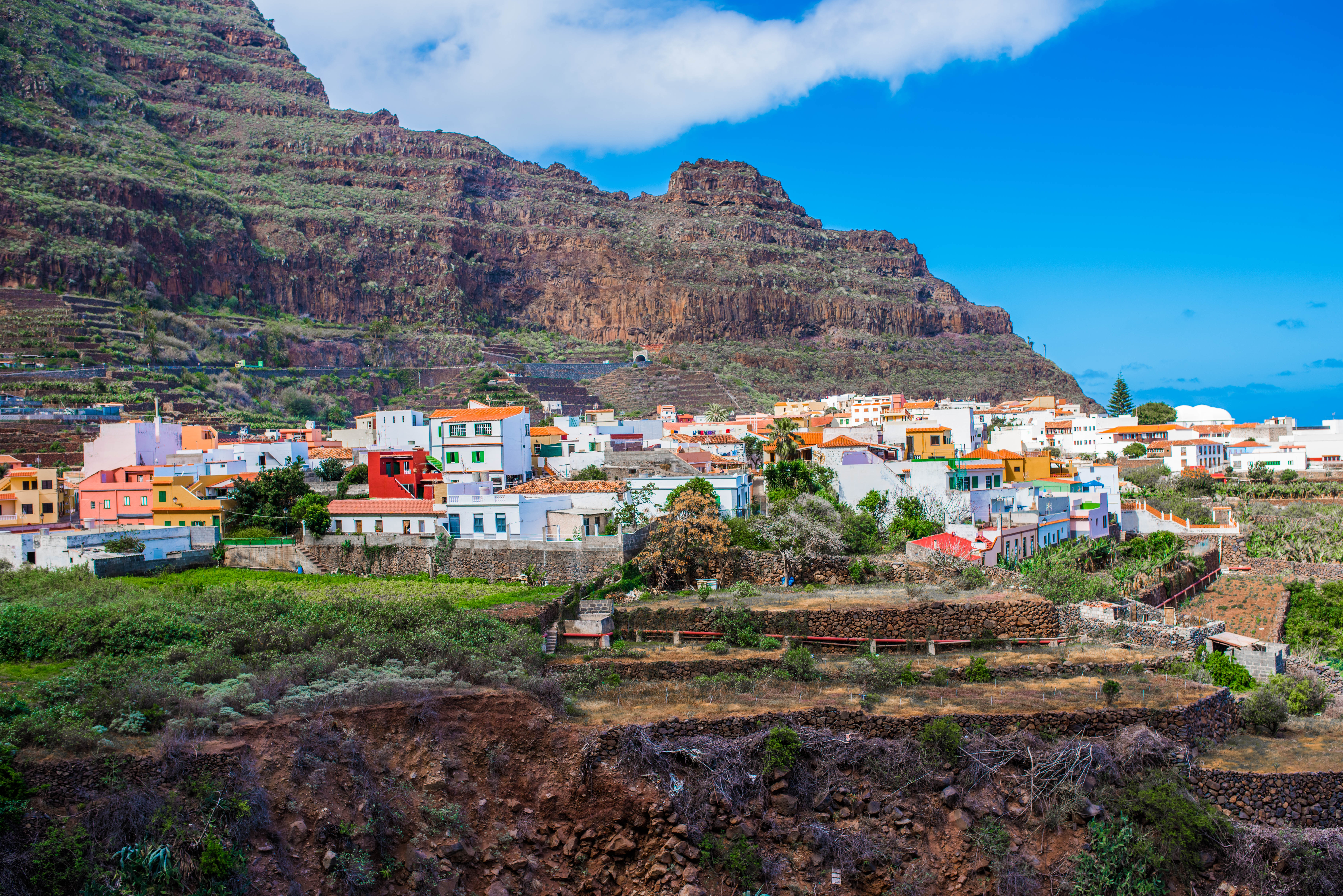
Agulo 2017
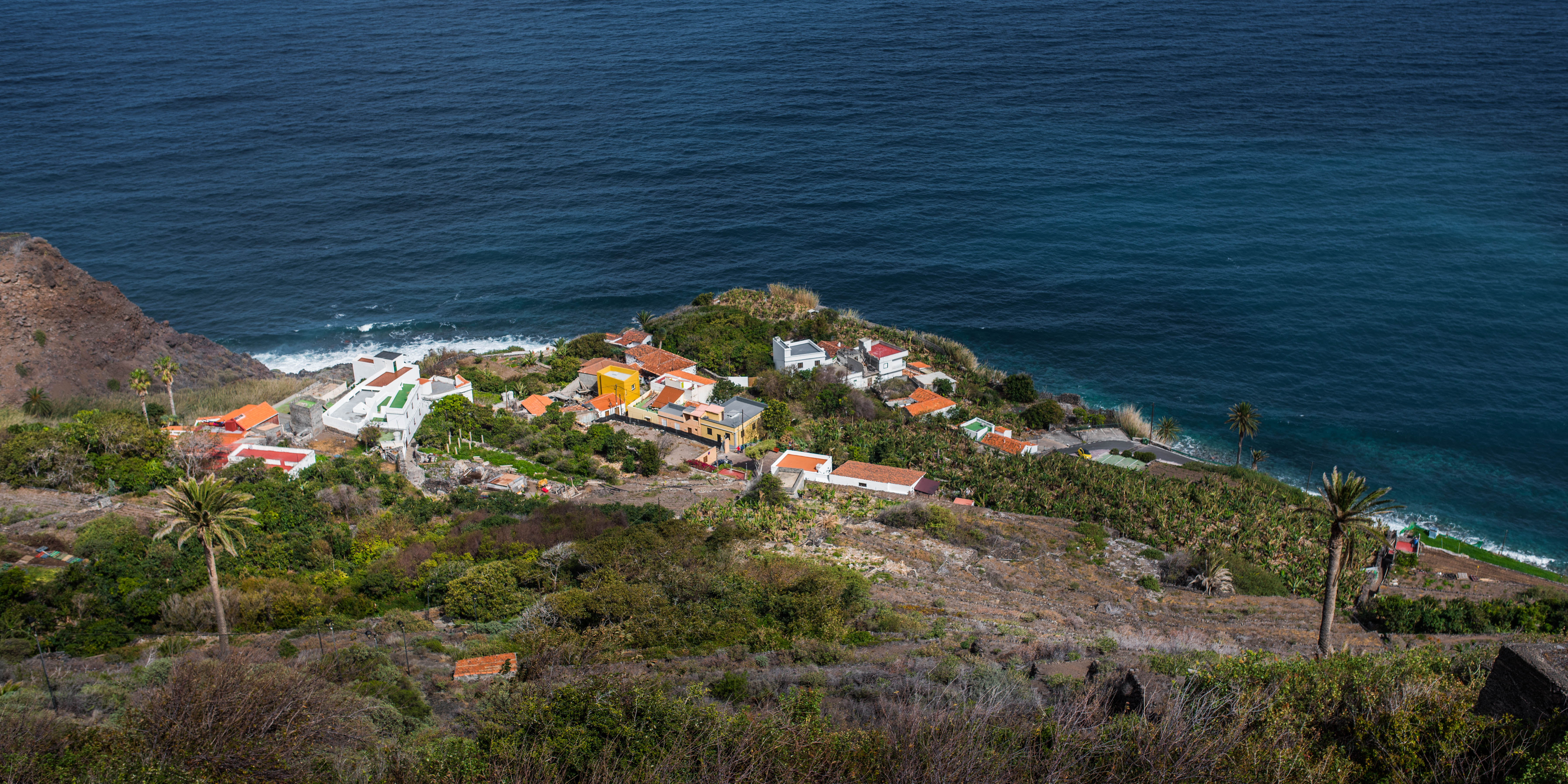
Lepe, Agulo 2017